# Hippolyte Surmont
Hippolyte Surmont, né 2  décembre  1862 à Tournai et mort le 17 avril 1944 à Neuilly, est un professeur de médecine de l'Université de Lille, spécialisé en gastrologie.

## Biographie
Hippolyte Surmont fait ses études de médecine à l'université de Lille et devient docteur de médecine en 1886. Sa thèse est réalisée dans le laboratoire d’Émile Wertheimer. Il poursuit ses études à Paris et obtient l'agrégation de pathologie interne en 1992.
Il revient à Lille en tant que directeur du laboratoire de l’hôpital. Il succède au Professeur Jules Arnould en 1896 à la Chaire d'hygiène. En 1900, il est titulaire de la Chaire de Pathologie Interne et Expérimentale, au décès Professeur Leroy. Il crée en 1920 dans l’hôpital Saint-Sauveur une clinique des maladies de l'appareil digestif tout à fait novatrice. Il obtient la chaire de pathologie Interne et expérimentale en 1923. Avec ses collègues, il conduit des travaux originaux sur la bactériologie des rectocolites, met au point l’opacification de l’appareil digestif et précise l’intérêt thérapeutique des pansements digestifs .
Il devient en 1932 correspondant national médecine de l'Académie nationale de médecine. Il est fait officier de la légion d'honneur en 1932. Il est président de la Société des sciences, de l'agriculture et des arts de Lille en 1923-1924.

## Publications majeures
- 1886 De la blépharoptose d'origine cérébrale au point de vue de sa localisation, Thèse de médecine, Lille[6]
- 1892 Recherches sur la toxicité urinaire dans les maladies du foie, Paris : Asselin et Houzeau[7]
- 1895 Nouveaux éléments d'hygiène, Paris, avec Jules Arnould
- 1922 Clinique médicale de l'hôpital Saint-Sauveur : Service des maladies de l'appareil digestif et de la nutrition. Aperçu général du fonctionnement du service pendant les deux premières années (13 avril 1920-1er avril 1922), Lille : Impr. centrale du Nord[8],
- 1928 Un cas de diverticules multiples du jéjuno-iléon, Paris, Masson, Extrait des "Archives des maladies de l'appareil digestif", T. XVIII. N° 7, juillet 1928, avec Oscar Lambret[9]
- 1928 Travail de la clinique des maladies de l'appareil digestif de la Faculté de médecine de Lille. Hôpital Saint-Sauveur. La Palpation de la région épigastrique, son contrôle radiologique, Laval : impr. de Barnéoud, avec Jean Tiprez et Pierre Bonvin[10].
- 1931 Quelques précisions d'origine stéréoradiographique sur l'anatomie du colon (colon iliopelvien excepté),Paris : Masson, Extrait des "Archives des maladies de l'appareil digestif", juillet 1931, avec A. Covin, Jean Minne, Jean Surmont, Jean Tiprez[11].